# Sculptiferussacia
Sculptiferussacia es un género de caracoles terrestres, moluscos pulmonados de la familia Ferussaciidae.

## Especies
El género Sculptiferrussacia incluyr la especie:
- Sculptiferussacia clausiliaeformis Alonso & Ibanez, 1992